# Crithagra
Crithagra — рід горобцеподібних птахів родини в'юркових (Fringillidae). Представники цього роду мешкають в Африці на південь від Сахари та на Аравійському півострові. Їх традиційно відносили до роду Щедрик (Serinus), однак за результатами молекулярно-філогенетичного дослідження вони були переведені до відновленого роду Crithagra

## Опис
Представники цього роду є дрібними птахами, середня довжина яких становить 10-16 см, а вага 9-35,5 г. Їхній зовнішній вигляд є типовим для в'юркових: округла голова, конічної форми дзьоб, загострені крила і квадратний хвіст. Забарвлення варіюється від жовтуватого до оливково-зеленого, рудувато-коричневого і сіруватого. Нижня частина тіла зазвичай світліша, верхня частина тіла часто смугаста, у деяких видів над очима світлі "брови". під дзьобом світлі "вуса". Статевий диморфізм слабо виражений: самці мають дещо яскравіше забарвлення, ніж самиці.
Представники роду Crithagra ведуть денний, активний спосіб життя. Зустрічаються зграйками, переважно в саванах і чагарникових заростях. Живляться насінням, іноді, особливо під час гніздування, доповнюють раціон комахами. Є виключно моногамними, побудовою гнізда і насиджуванням яєць займаються лише самиці, тоді як самці шукають для них їжу і допомагають у догляді за пташенятами.

## Види
Рід містить 38 видів:
- Щедрик принсипійський (Crithagra rufobrunnea)
- Армілка сан-томейська (Crithagra concolor)
- Щедрик масковий (Crithagra citrinelloides)
- Щедрик діадемовий (Crithagra frontalis)[7]
- Щедрик східний (Crithagra hyposticta)[8]
- Щедрик ангольський (Crithagra capistrata)
- Щедрик папірусовий (Crithagra koliensis)
- Щедрик лісовий (Crithagra scotops)
- Щедрик білогузий (Crithagra leucopygia)
- Щедрик чорногорлий (Crithagra atrogularis)
- Щедрик еритрейський (Crithagra xanthopygia)
- Щедрик буроволий (Crithagra reichenowi)
- Щедрик аравійський (Crithagra rothschildi)
- Щедрик жовтогорлий (Crithagra flavigula)
- Щедрик абісинський (Crithagra xantholaema)
- Щедрик жовтоволий (Crithagra citrinipectus)
- Щедрик жовтолобий (Crithagra mozambica)
- Щедрик білочеревий (Crithagra dorsostriata)
- Чечітка смугаста (Crithagra ankoberensis)
- Щедрик єменський (Crithagra menachensis)
- Щедрик капський (Crithagra totta)
- Щедрик натальський (Crithagra symonsi)
- Щедрик великодзьобий (Crithagra donaldsoni)
- Щедрик південний (Crithagra buchanani)
- Щедрик жовточеревий (Crithagra flaviventris)
- Щедрик акацієвий (Crithagra sulphurata)
- Crithagra striatipectus
- Щедрик білобровий (Crithagra reichardi)
- Щедрик строкатоголовий (Crithagra gularis)
- Crithagra canicapilla
- Щедрик чорнощокий (Crithagra mennelli)
- Щедрик бурогузий (Crithagra tristriata)
- Щедрик білогорлий (Crithagra albogularis)
- Щедрик товстодзьобий (Crithagra burtoni)
- Щедрик строкатий (Crithagra striolata)
- Щедрик жовтобровий (Crithagra whytii)[9]
- Щедрик високогірний (Crithagra melanochroa)
- Щедрик світлокрилий (Crithagra leucoptera)

## Етимологія
Наукова назва роду Crithagra походить від сполучення слів дав.-гр. κριθη — ячмінь і γρα — полювання)